# 沙咀懲教所及勵志更生中心
沙咀懲教所（英語：Sha Tsui Correctional Institution），是香港懲教署轄下的一所低度設防的懲教設施，前稱沙咀勞役中心及沙咀勞教中心，2009年改稱沙咀懲教所至今。該懲教所位於大嶼山石壁水塘道35號，即石壁監獄旁邊，原為石壁水塘興建工程期間的員工宿舍，1964年移交至監獄署並改為石壁教導所，:17到1972年改為勞教用途並使用至今，現收容在《勞教中心條例》下受訓的男性青少年。該懲教所標榜「3S」功能，即「刑期短、紀律嚴、阻嚇強」以快速導正少年犯，但其手法卻引起相關人權爭議。
此外，懲教署也在同一地點設置勵志更生中心（英語：Lai Chi Rehabilitation Centre），是一所低度設防的更生中心，其所員為在《更生中心條例》下接受第一階段訓練的男性青少年。該更生中心於2002年在沙咀勞教中心創立，曾於2008年搬到香港島柴灣前大潭峽懲教所用地，但2014年回歸石壁直到現今。

## 歷史
香港政府為解決香港供水問題，便於1957年在大嶼山石壁興建石壁水塘，又在水壩下設置宿舍供工程人員入住。直到1964年水塘工程完工，宿舍正式移交至監獄署，並改為石壁教導所，專為收容少年犯。:17
1972年，時任監獄署署長簡能針對日漸嚴重的青少年罪案問題，計劃從英國引入類似英國軍隊的紀律訓練方式，建立一間提供嚴格紀律和勞動工作的青少年院所，標榜「3S」功能，即刑期短（Short）、紀律嚴（Sharp）、阻嚇強（Shock），旨在達到短時間內衝擊少年犯的效果。:89這個建議很快便獲得政府接納，並於同年6月16日經第121號法律公告正式施行《勞役中心條例》（香港法例第239章），監獄署於是選擇石壁教導所作為試行地點，改裝之後成為沙咀勞役中心並接收首批訓練生。
根據《勞役中心條例》（後改稱《勞教中心條例》），14至20歲的犯人若被判入該類中心，刑期為1至6個月；至於21至24歲的犯人（1976年開始接收）則是3至12個月。而他們每朝5時15分起床，便需接受密集步操練習，兼且做體能和工作，到下午5時才有自由時間至晚上9時。:90在他們完成刑期後，還需接受一年監管，若違反的話或需被送回中心。由於反應理想及判入勞役中心的犯人上升，監獄署曾一度在塘福（存在期為1972年—1975年）和喜靈洲（存在期為1979年—1982年）開設更多勞役中心。:28而懲教署後來在1999年的回顧指，在接受釋後監管期內，有多達94.8%的犯人沒有再犯罪。:90
到1990年代，因為有其他替代的刑罰，以致勞敎中心的犯人數量下降，而部分地方也轉作普通監獄用途並開始收押非勞敎中心的訓練生，同時沙咀勞役中心更名為沙咀勞教中心。:902002年7月11日，《更生中心條例》（香港法例第567章）生效，署方在勞教中心開設勵志更生中心，犯人要在這裡接受為期2至5個月的自制能力和生活規律訓練，並且每日有4節學習時段。其後，署方又執行重組院所計劃並翻新勞敎中心，增加收容額及翻修裡面一間手工藝工場，這項工程在2009年完成，並正式更名為沙咀懲教所。另一方面，勵志更生中心曾在2008年一度被安排遷入香港島柴灣大潭峽懲教所的原址，並在翌年完成。不過到2014年卻取消此項安排並遷回石壁現址，而柴灣院所復名為大潭峽懲教所（後於2018年再次關閉）。

## 爭議
沙咀懲教所雖然標榜「3S」模式以快速導正少年犯，但多年來傳出少年犯受許多不人道對待的事件，亦有懷疑獄內犯人死亡事件，引起相關人權爭議。例如2000年和2006年分別傳出有犯人被安排在烈日暴曬和被打致死的事件，都在家屬揭發下曝光。導演黃國權執導，游學修及關楚耀主演的電影《同囚》，題材即來自沙咀懲教所問題，電影也找來前學員麥以馬（18歲時因襲警罪被判入沙咀勞教中心兩個月）參與演出。懲教署強調一直注重職員的操守，就個案調查後如果證實相關指控屬實，便會對涉事職員進行紀律處分或交予其他執法部門跟進。另外，懲教所亦有犯人獄內自殺未遂案件，單在2012年就有兩宗，均被職員及時制止。時任沙咀懲教所主管黃灝然指，犯人在犯事前普遍被溺愛，到接受勞教的時候會出落差，令部分人不能適應，署方會對這些人作心理評估並給予適當跟進。

## 鄰近
- 石壁水塘
- 石壁監獄
- 南大嶼郊野公園

## 外部連結
- 懲教署：沙咀懲教所（页面存档备份，存于）
- 懲教署：勵志更生中心（页面存档备份，存于）